# 1998 في البرازيل
فيما يلي قوائم الأحداث التي وقعت خلال عام 1998 في البرازيل.

## رياضة
- 1 يناير – الدوري البرازيلي لكرة القدم 1998
- 29 مارس – جائزة البرازيل الكبرى 1998 الفائز ميكا هاكينن.

## ظهور
- 1 يناير – فيرونيكا تقرر أن تموت رواية من تأليف باولو كويلو.

## أفلام
من الأفلام التي صدرت هذه السنة في البرازيل:
- 16 يناير – وسط البرازيل من إخراج والتر سالس.

## كتب
من الكتب التي صدرت هذه السنة في البرازيل:
- 1 يناير – فيرونيكا تقرر أن تموت من تأليف باولو كويلو.

## مواليد

### أبريل
- 30 أبريل – فيليبي دوس أنجوس

## وفيات

### مارس
- 8 مارس – ألكسندر جيميجناني (مواليد 1925) لاعب كرة سلة برازيلي.

### أبريل
- 10 أبريل – زيزي موريرا (مواليد 1917) لاعب كرة قدم برازيلي.

### يوليو
- 26 يوليو – أيموري موريرا (مواليد 1912) لاعب ومدرب كرة قدم برازيلي.